# Nicole Brunin
Nicole Brunin (Etterbeek, 12 ottobre 1953) è un'ex cestista belga.

## Carriera
Con il Belgio ha disputato i Campionati europei del 1976.